# 高金躰
高金躰（1576年—？），字立之，號两目，浙江杭州府臨安縣人。明朝政治人物。

## 生平
萬曆二十八年（1600年）庚子科浙江鄉試舉人，二十九年（1601年）辛丑科进士，授安溪令，调侯官，除金蚕蛊、断肠草，杜数百年流祸。累遷彰德府知府，祷雨，人呼太守雨；驱蝗，人呼驱蝗太守。至处赵藩焰璫案，山屹不可摇，因母老，乞假归。

## 家族
曾祖高良需。祖高燷，己酉舉人、蒙城知縣。父高謹，庠生。母洪氏。具庆下。兄高鎮位（壬辰進士）、金液、金溎（庠生）、金洙、金𠬍（甲午舉人）、金精（吏目）。弟金矢（甲午舉人）、金粹（庠生）、金涯（庠生）、天祐（庠生）、金源、金流、金湧、金清（庠生）、金缄（庠生）、金濟、金音（庠生）、金禄、金粒。娶钱氏，继娶翁氏。